# 홍석의
홍석의(洪爽義, 1986년 8월 10일 ~ )는 대한민국 출신의 일본 바둑 기사이다. 전라남도 목포시 출신으로 간사이 기원 소속의 4단이다.

## 경력
1986년 대한민국 전라남도 목포시에서 태어났다. 7세 경에 바둑을 시작하여 바둑교실을 다녔지만 전문적인 바둑 도장에서 공부한 경험이 없이 독학으로 바둑을 배웠다. 2002년 제4회 이창호배 전국아마바둑선수권대회 일반부에서 우승했고, 2005년 제10회 삼성화재배 아마예선 결승에 올라 이용희를 누르고 우승을 차지했다. 2008년 도쿄에서 개최된 세계학생왕좌전에서 준우승을 하고 2009년 덕영배 전국 아마대왕전에서 우승하고 제1회 BC카드배 월드 바둑 챔피언십 통합 예선에 출전하여 본선 64강에 진출했지만 박시열 프로 기사에게 져서 탈락했다.
대학에서 일본문학을 전공했고, 2011년 어학연수를 위해 일본에 건너갔다. 이후 여러 아마추어 바둑 대회에 출전하여 제6회 아사히 아마추어 바둑명인전 전국대회에서 우승하는 등 학업과 함께 프로 바둑 입단을 준비했다. 2015년 간사이 기원 프로 입단 시험기에서 2연승으로 합격하여 프로 기사가 되었다.